# Карельське гаряче
Карельський гаряче або карельське рагу (фін. karjalanpaisti ; рос. рагу по-карельски ; швед. karelsk stek) — традиційне рагу з м'яса, яке походить з Карелії. Зазвичай його готують з поєднання свинини та яловичини, але також можна використовувати лосятину або баранину. Разом із карельськими тістечками (karjalanpiirakat), це найбільш відома карельська страва у Фінляндії. У 2007 році читачі фінського таблоїда Iltalehti вибрали його національною стравою Фінляндії. У аналогічному опитуванні, організованому восени 2016 року Фондом підтримки фінської харчової культури ELO у співпраці з Центральним союзом сільськогосподарських виробників і власників лісів MTK і Міністерством сільського і лісового господарства Фінляндії, карельське гараче посіло друге місце, поступившись житньому хлібу.
Гаряче зазвичай приправляють чорним перцем і сіллю. Можна також використовувати інші приправи, такі як духмяний перець і лавровий лист. Прийнятними добавками до рагу є звичайні овочі, такі як морква, цибуля та коренеплоди.
Як і більшість інших карельських страв, карельське гаряче традиційно мліє (готується в горщику (uuniruukku або potti по-фінськи), поставленому в духовку). У Карелії його зазвичай називають просто «тушковане м'ясо» (ууніпаісті). Термін «карельське гараче» можна використовувати для позначення майже будь-якої страви, яка містить м'ясо та готується за традиційним карельським способом.
Через дефіцит м'яса в минулому страву традиційно готували лише на святкові події. Оскільки м'ясо стало більш доступним у ХХ столітті, ця страва стала звичайною повсякденною їжею по всій Фінляндії.